# Onnens
Onnens es una comuna suiza del cantón de Vaud, situada en el distrito de Jura-Nord vaudois. Limita al noreste y este con las comunas de Corcelles-près-Concise, al sur con Yvonand y Cheseaux-Noréaz, y al oeste con Bonvillars.
La comuna hizo parte hasta el 31 de diciembre de 2007 del distrito de Grandson, círculo de Concise.

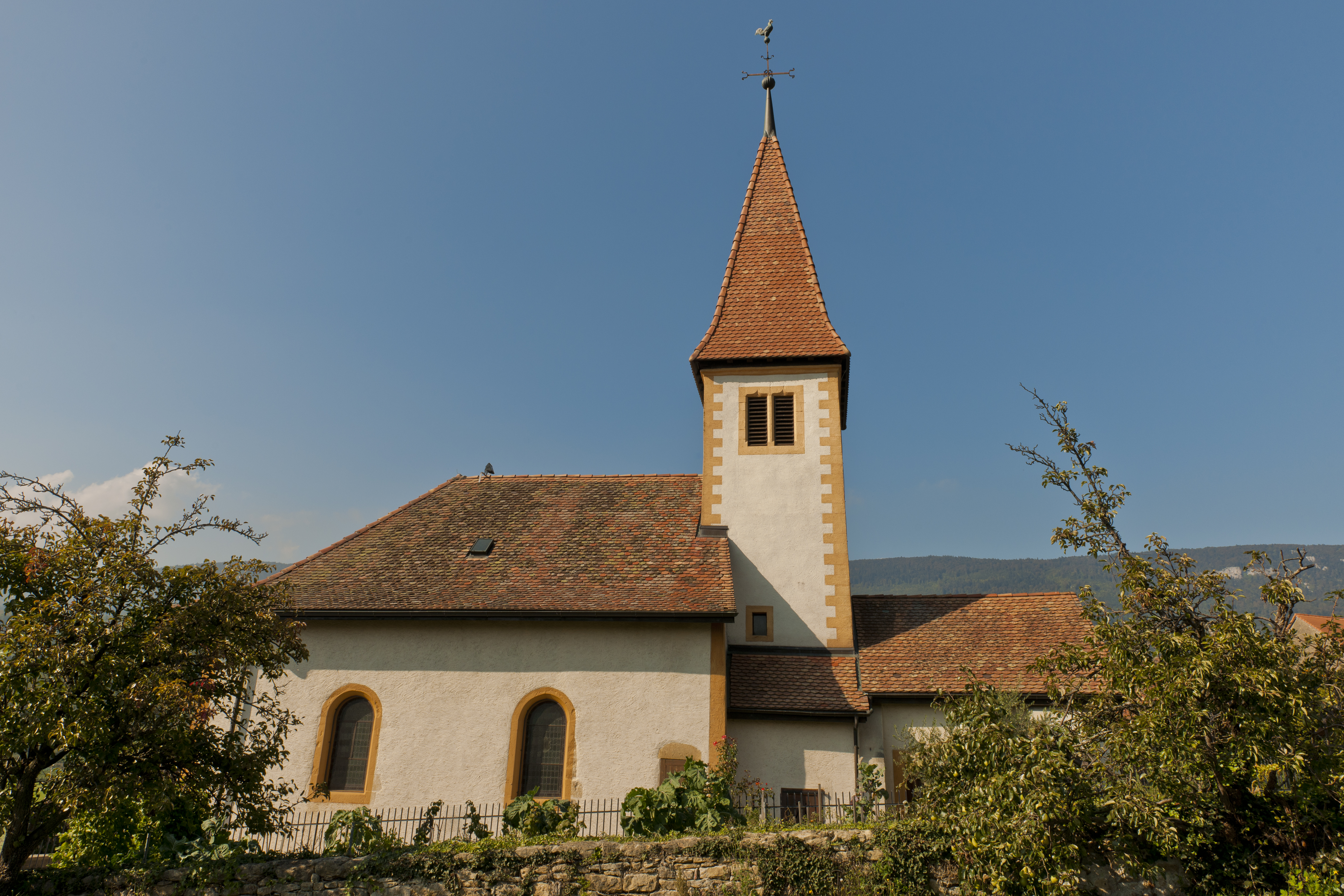
Iglesia protestante de San Martín, Onnens.